# 福州 (广西)
福州，古代在广西壮族自治区西北部的羁縻州。
唐朝置，治所在今河池市南丹县西罗富。为黔州所领羁縻州；辖境即相当今南丹县西一带。宋朝仍为羁縻州，属广南西路。元朝属于湖广行省，后废。 